# Театральний музей імені Бахрушина
Театральний музе́й і́мені Бахру́шина (Державний центральний театральний музей імені Олексія Бахрушина) — найбільший у світі театральний музей. 
Заснований у 1894 в Москві колекціонером-меценатом Олексієм Олександровичем Бахрушиним (1865—†1929), який в 1913 передав його Петербурзькій АН. 

## Засновник Олексій Бахрушин

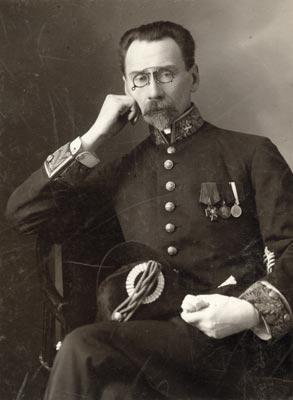
Олексій Бахрушин, засновник театрального музею.

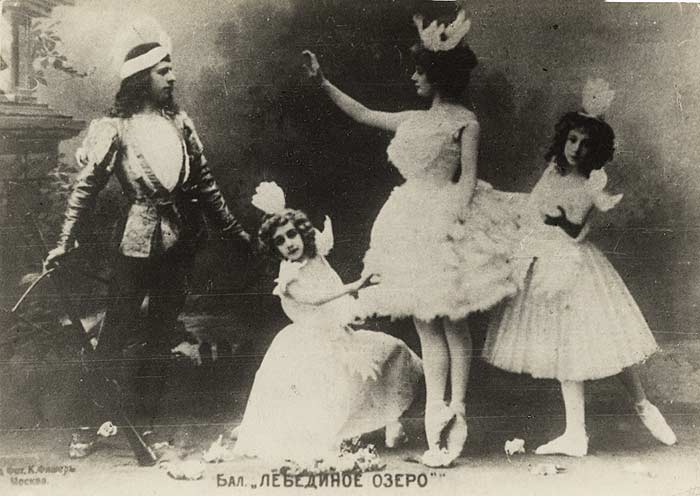
Сцена з балету «Лебедине озеро», фото 1901 року

Походить з родини московських купців. Родина була заможною і освіченою. Його батько володів іноземними мовами, родичі займалися благодійництвом та колекціонуванням, захоплювались театральними виставами. 
Колекціонерську діяльність Олексій Бахрушин почав під впливом двоюрідного брата -  Олексія Петровича Бахрушина, пристрасного колекціонера. Першою темою збірок були витвори східного мистецтва. Потім було захоплення долею Наполеона Бонапарта.
Спочатку театральне мистецтво цікавило Бахрушина взагалі і стало темою колекціонування трохи несподівано. Він побився об заклад з купцем Купріяновим Н. А., щоб дізнатися, хто збере більше театральних артефактів за один рік. Термін був довгим, Бахрушин збирав пристрасно і цілеспрямовано - і виграв. Перемога не охолола колекціонера, бо відкрила в ньому дослідника і поціновувача театральної історії. До того ж, це була досить нова тема, і Бахрушин довго не мав серйозних конкурентів.

## Два великі розділи колекції
Вже на першому етапі колекціонування розмежувалися два великі розділи колекції: 
- старожитності західноєвропейського театру
- старожитності театрів Російської імперії.

Сам Бахрушин розподіляв колекцію на три частини:
- Музичну
- Драматичну
- Літературну.

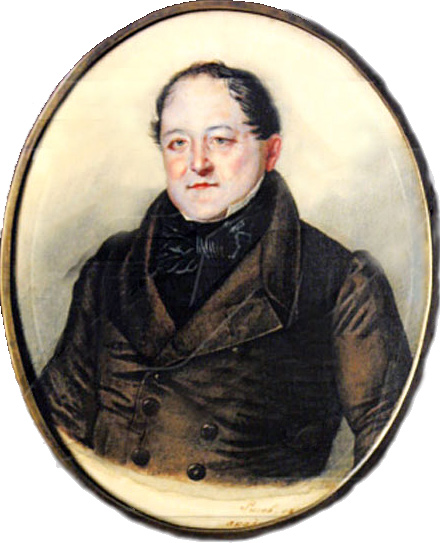
«Михайло Семенович Щепкін,» акварельний портрет
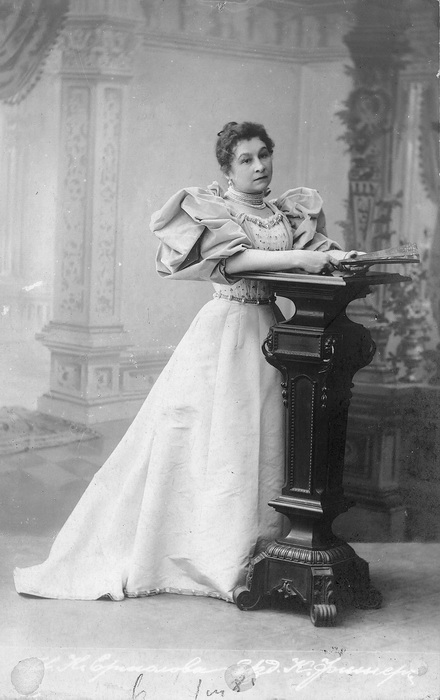
«Актриса Марія Єрмолова», фото 1880-х рр.
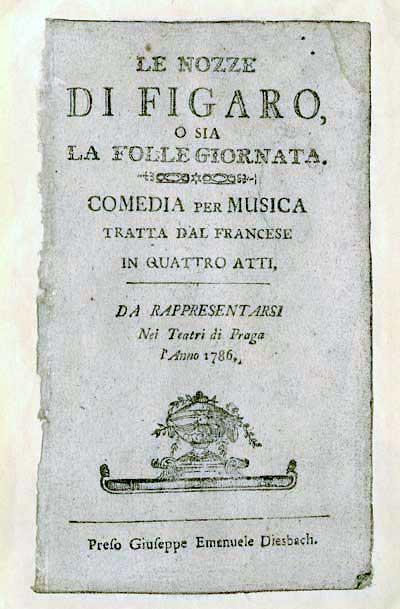
Моцарт. Лібретто опери «Фігаро», 1786 рік
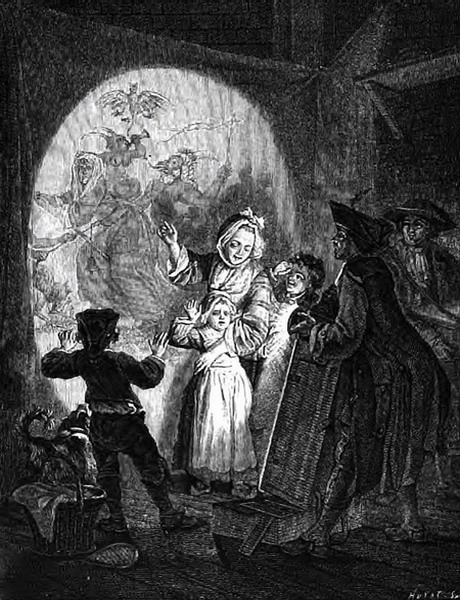
Фантасмагорія 18 століття, гравюра
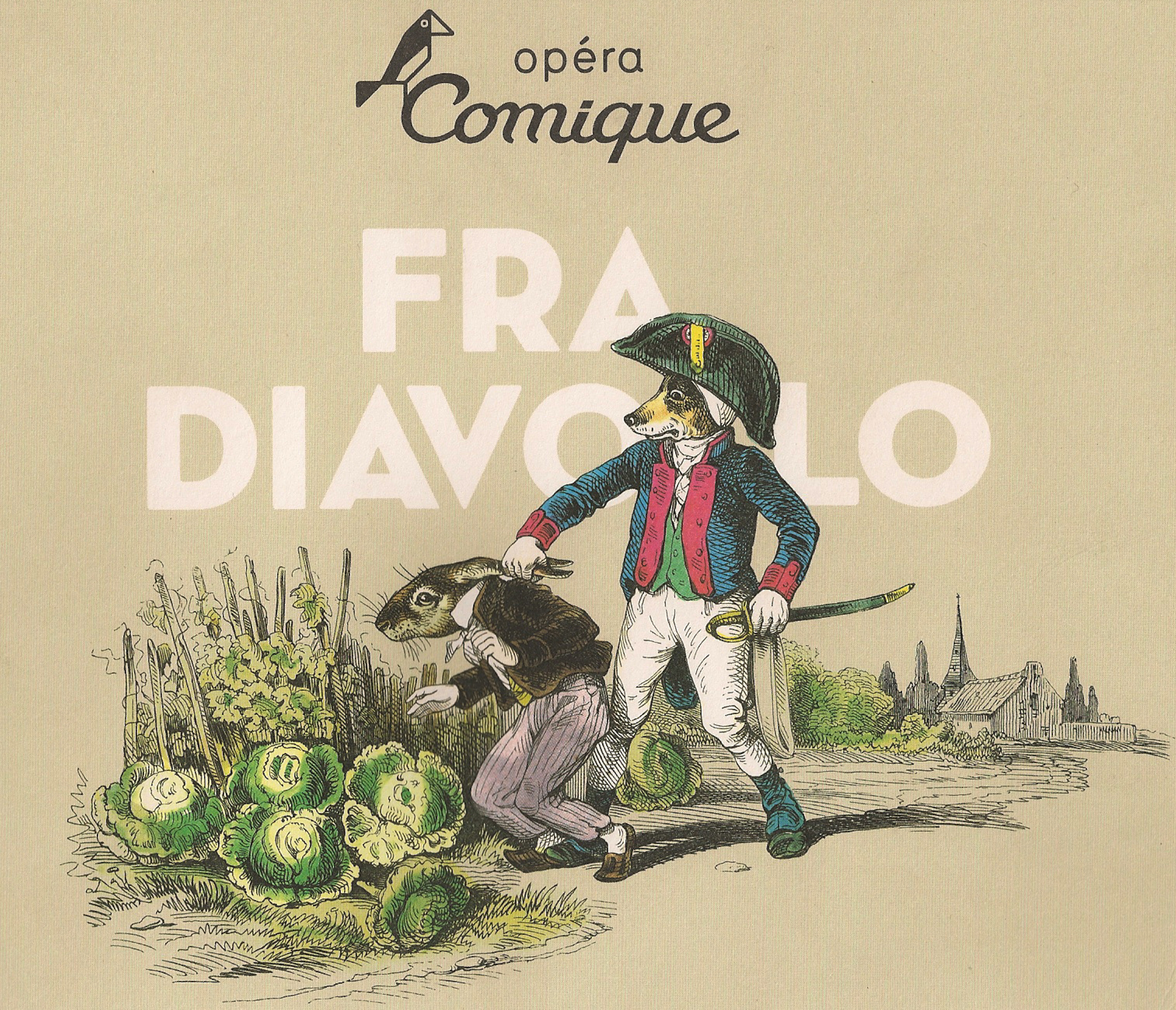
Афіша опери-комік «Фра Дьяволо», 1829 рік

## Старожитності західноєвропейського театру

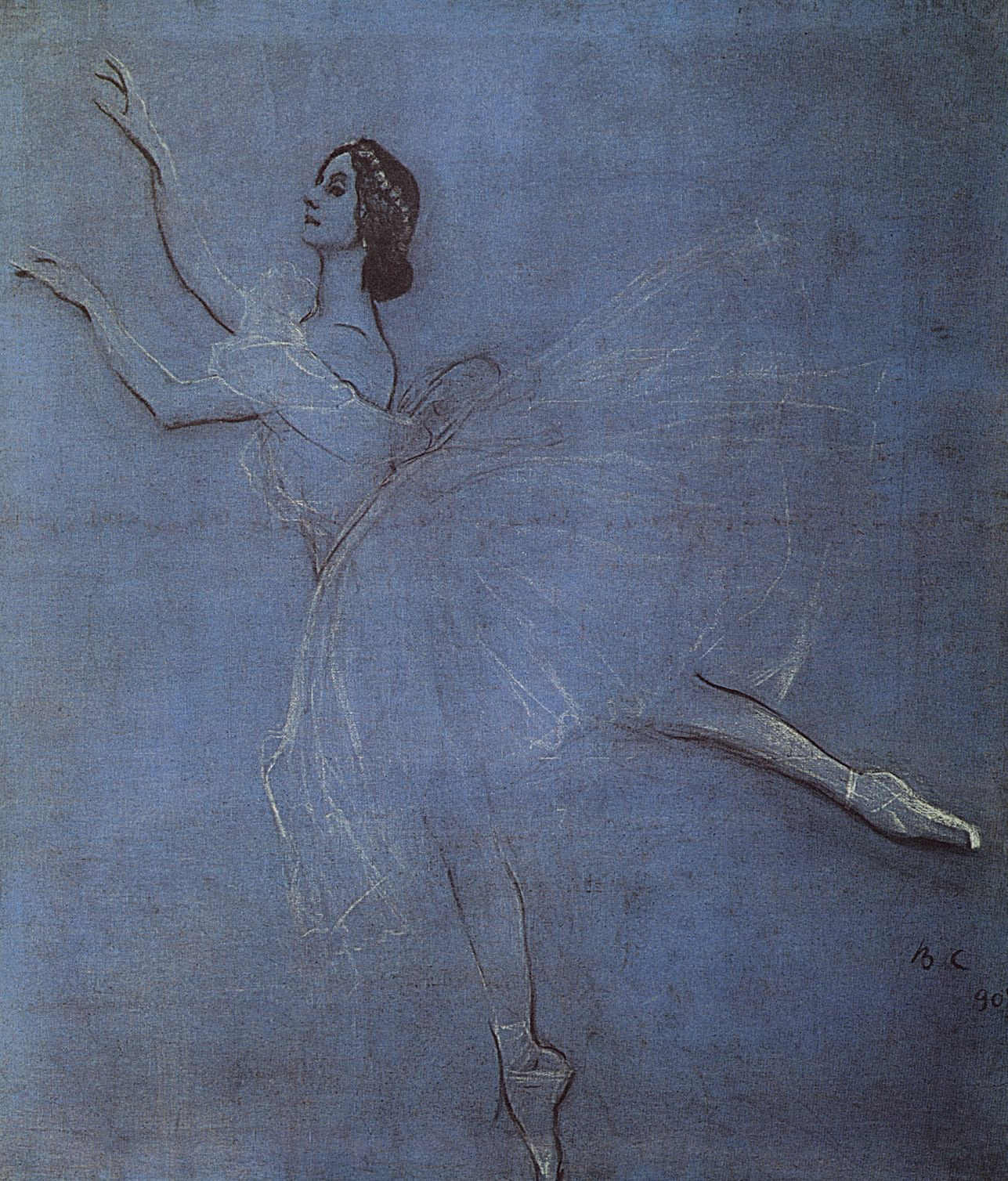
Афіша для балерини Анни Павлової, 1909 р.

До кінця 19 століття Західна Європа мала велику театральну історію, але не мала жодного театрального музею. Цим і скористався Бахрушин. Перебуваючи в закордонних державах, він цілеспрямовано відвідував антикварів і купував театральні рарітети, серед яких були 
- колекція театральних масок італійського театру комедії
- рідкісні народні і стародавні музичні інструменти
- театральні і стародавні меблі
- особисті архіви і речі акторів (речі французької акторки мадемуазель Марс тощо).
- колекція балетних пуантів (від доби романтизму, пуанти балерини Тальоні -  до Анни Павлової)
- театральні костюми
- портрети олійними та іншими  фарбами і невеликі скульптури
- Графічні твори, що стосувались театру (офорти, малюнки, ескізи театральних декорацій і театральних завіс).

## Театральні старожитності Російської імперії

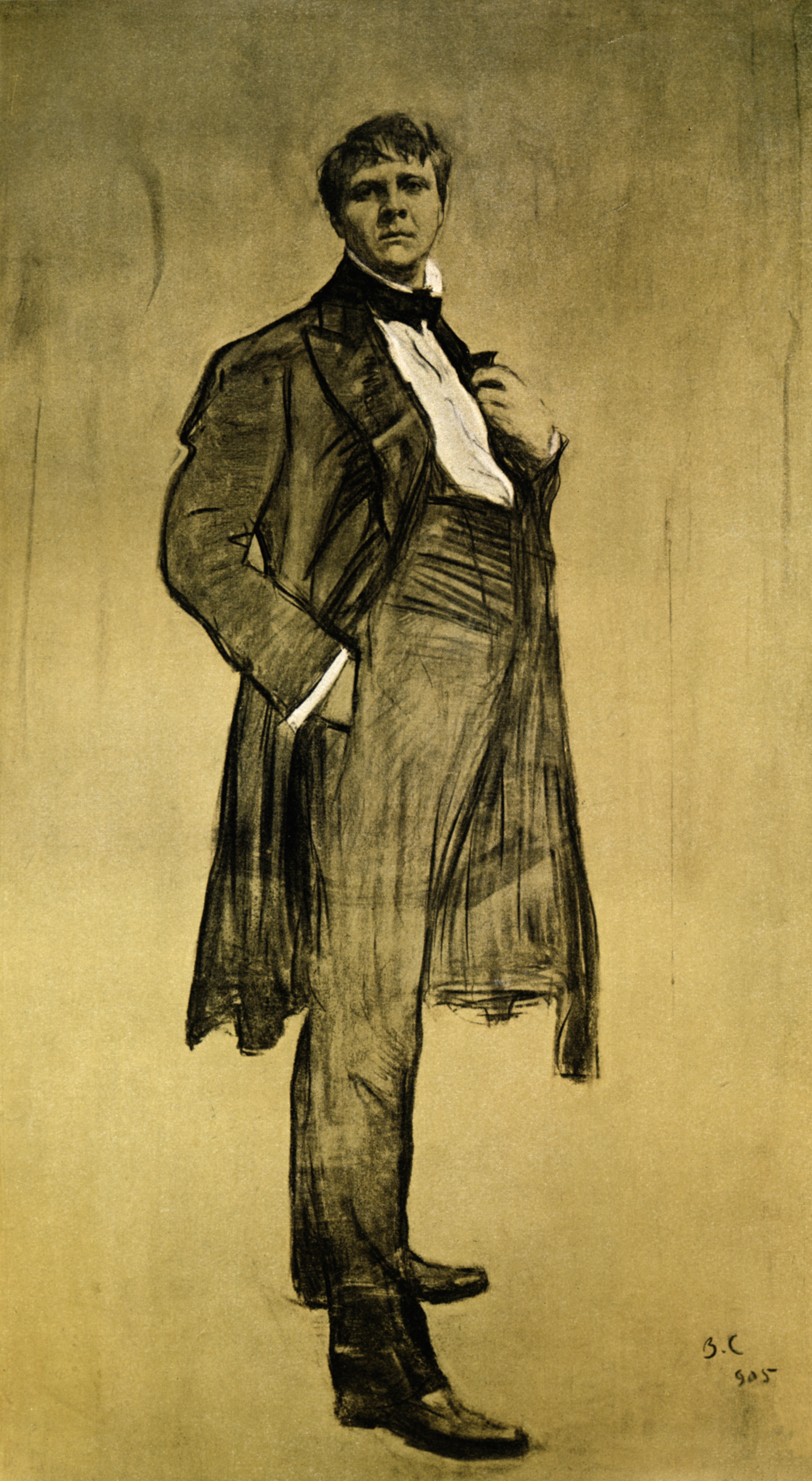
Серов Валентин. Портрет оперного співака Ф. Шаляпіна.

Колекцію збагачували часті відвідини московського ринку біля Сухарьовської вежі та так звані «Бахрушинські суботи», коли багатій запрошував до себе акторів і режисерів московських театрів. Багато хто з них дарував колекціонеру автографи, театральні програмки, афіші, фото акторів в житті і в сценічних костюмах. Відвідини Петербурга надали можливість придбати цілком колекцію і архів актора і колекціонера Горбунова.
Накопичення різноманітних речей спонукало Бахрушина відобразити в колекції весь період російської театральної історії - від початку 18 століття до початку 20-го. Вже за життя Бахрушина в колекцію придбали твори театральних художників Костянтина Коровіна та Головіна Олександра Яковича.
Особливе місце  в колекції посіли театральні речі  доби кріпацтва, які не збирав майже ніхто.
Навіть Бахрушину не вдалося перехопити архівні і театральні речі, що стосувались театру в Кусково доби кріпацтва. Управитель садиби без дозволу володаря С. Шеремєтєва спалив декілька скринь з театральним реквізитом, переліками ролей і нотними збірками 18 століття. Без втручання Бахрушина историчні втрати в історії театру могли бути значно більшими.
Експонати надходили різними шляхами. В Москві розвалився колишній будинок  актора Малого тетра П. М. Садовського ще за життя Олексія Бахрушина. Він навідався на руїни, де знайшов покинуті автографи листів і навіть щоденники російського драматурга Олександра Островського (1823—1886).

## Участь у виставках
Колекція була такою багатою, що вже через 2 роки після заснування почалася участь експонатів у різноманітних виставках:
- у 1896 році до ювілею актора Мочалова
- у 1899 році в Ярославлі на честь 150-річчя виникнення 1-го російського театра в провінції
- У 1900 році на Всесвітній виставці в Парижі
- у 1908 році на 1-й театральній виставці в Петербурзі тощо

## Морока з подарунком колекції

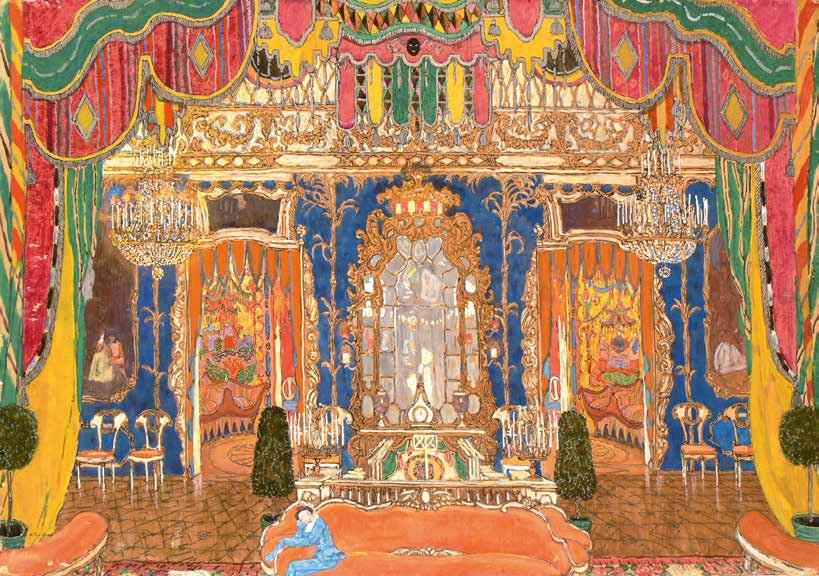
О. Головін. Ескіз декорації до драми М. Лермонтова «Маскарад». Музей імені Бахрушина.

Колекціонер замислився над долею колекції і запропонував її в подарунок Москві. Але урядовці не хотіли про це й чути. Їм було досить клопоту з галереєю купця Третьякова Павла та зібранням Солдатенкова, що вже були подаровані Москві.
Лише у 1909 році долею унікального зібрання Олексія Бахрушина зацікавилась Петербурзька Академія Наук. І 25 листопада 1913 року володар збірки передав її академії при залишенні фонду в Москві. Посадовці академії створили Правління театрального музею.

## Будівля музею
Володар розмістив колекцію в підвальних приміщеннях власного особняка в Москві. Але колекція швидко зростала і поступово зайняла житлові приміщення, каретний сарай і стайню. Родина перебралась в друге помешкання. Зовні оздоби і деталі будівлі нагадують Форми російської псевдоготики садиби Царицино, котра побудована наприкінці 18 століття арітектором Василем Баженовим.
Будівля Музею давно не відповідає вимогам до музейної споруди і експонування зібраних речей. Тісніва дозволяє показувати відвідувачам надзвичайно малу кількість експонатів фондів.

## Театральний музей після більшовицького перевороту
За вказівкою Леніна, 1918 музею присвоєно ім'я його засновника. Хоча ставлення більшовицького уряду і Леніна до колишнього багатія Бахрушина було підозрілим. Надзвичайно вартісними були фонди музею, в яких зберігаються іконографічні та рукописні матеріали з історії російського, українського та інших національних театрів. Музей залишили в первісному приміщенні житлового будинку Олексія Бахрушина

## Нетеатральна війна з театральним музеєм

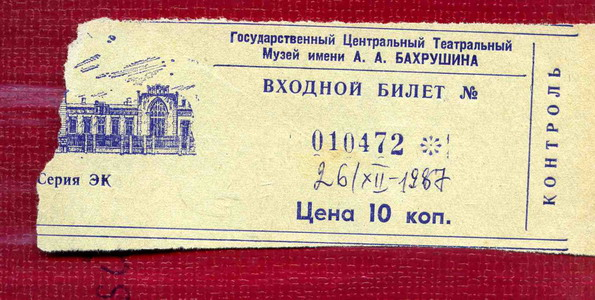
Квиток до театрального музею імені Бахрушина, 1987 рік.

Але ставлення до засновника музею А. Бахрушина було підозрілим навіть з боку В. І. Леніна, що чекав моменту, коли цей колишній фабрикант або емігрує, або перейде в яку-небуть контрреволюційну компанію. Розстріли як ефектний засіб вирішення проблем «професійні революціонери» засвоїли добре. (Бахрушин - не емігрував).
Підозріле ставлення до музею виливалось у справжню війну з музейним закладом. Вже восени 1924 р. в музей прибула Замоскворецька контрольна комісія (російською - «в составе товарищей Казакова, Полторака, Серёгиной»). Музей ретельно обстежили, визнавши в акті обстеження - (російською) «На всем лежит печать Бахрушина, политическая физиономия которого, как бывшего фабриканта, не требует характеристики». Акт визнавав необхідність конфіскацій і утисків «против злейшего классового врага»  Бахрушина. На захист театрального музею та його численних збірок став навіть тоді ще впливовий нарком Луначарський Анатолій Васильович (1875–1933) та діячі московських театрів. Але музею залишили лише невелику за площами головну споруду, саму колишню садибу і сад - конфіскували. Незабаром колишній каретний сарай Бахрушина став гаражем для завідувача радянської «Головнауки товариша Петрова». Зазіхання на музейне приміщення не припинили і надалі -  його намагалися відібрати неодноразово у 1920-ті, у 1930-ті, у 1940-ві. По смерті Бахрушина почалася низка змін відомчої приналежності музею - він належав то 
- Головнауці,
- то Головмистецтву,
- то комітету по справам мистецтва,
- то Управлінню наукових підрозділів Міністерства культури СРСР,
- то Управлінню радянських театрів,
- то Міністерству культури Російської Федерації.

Зміна «власників» не привела ні до ладу, ні до дійсної зацікавленості в існуванні культурно-історичного закладу. Дійшло до розташування в садибі лікарського закладу та виробництва сухих супів в пакетиках. Найбільш руйнівним був план розширення площі, недостатньо широкої для кремлівських чинів в зразковому комуністичному місті, що передбачав повне знищення історичної будівлі Бахрушинського музею. Але план не встигли реалізувати і здали у архів.

## На захісті театральної історії

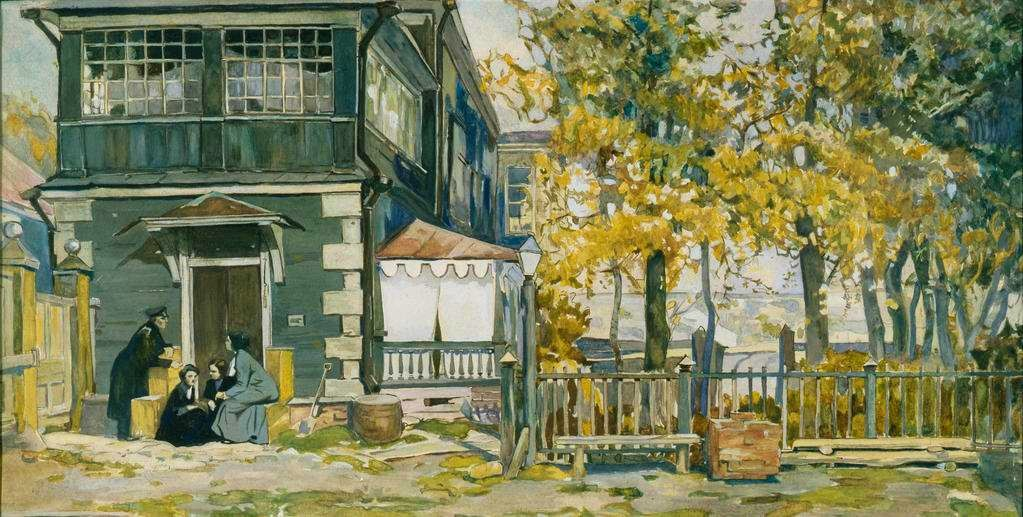
В.А. Симов (1858-1935) Ескіз декорації до вистави А.П. Чехова «Три сестри» МХТ 1901 р. Центральний театральний музей імені Бахрушина

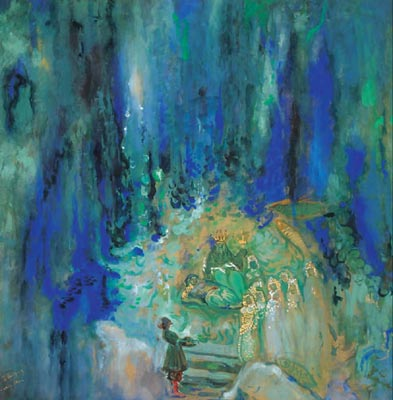
Худ. Б. Анисфельд. Декорація « Підводне царство » до опери «Садко», гуаш, ескіз. Театральний музей імені Бахрушина

Театральний музей неодноразово ставав на захист театральної історії. Керівництво Музею зробило усе залежне, аби зберегти та відреставрувати будинок, де народився драматург О. Островський. Була музеєфікована уся територія колишньої садиби, адже було куди розмістити колекцію меморіальних речей Островського, збирати яку почав ще сам Бахрушин.
Музей зробив так, що зібрав та зберіг низку матеріалів стосовно театрального режисера В. Мейєрхольда. Музейники (після сталінських репресій та загибелі Мейєрхольда) сховали та зберегли не тільки матеріали стосовно режисера, а й архів ГосТИМу. Нове покоління музейників роки потому діяльно сприяло реабілітації безвинно закатованого режисера. По реабілітації - керівництво музею очолило зусилля по музеєфікації домівки Мейєрхольда, що стала філією театрального музею.
Але трагічні події для музею не припинялися в 20 столітті й надалі. Адже закладу не давали нових приміщень і той мав можливості демонструвати лише 0,07 відсотків власних експонатів.

## Подарунки музею
Серед нових надходжень - подарунок від Олександра Ляпіна, онука російського художника Полєнова Василя Дмитровича. В декораційному депо московського Малого театру, де зберігали декорації до вистав, у 1914 р. сталася пожежа. Вона знищила твори багатьох театральних художників. Були серед них і декорації Костянтина Коровіна до вистави «Золотий півник». Коровін відновив декорації у 1918 р. в надії на нові постановки. Вони відбулися у Франції у 1937 р., де мешкав Коровін останні роки життя і де залишились і самі декорації. У 1986 р. їх і придбав на аукціоні меценат Олександр Ляпін, що передав їх у Театральний музей імені Бахрушина. Серед переданих речей - театральні костюми, старі ноти, великі за розмірами театральні декорації.

## Нові площі для музею
Рішення про збільшення площ музею знайшли в 1990-і рр. Музею передали колишні споруди макаронної фабрики. Це звична практика кінця 20 ст., пригадємо, що музейними стали приміщення залізничного вокзалу д'Орсе в Парижі після відповідного переобладнання. 
Колишні споруди макаронної фабрики нададуть можливість створити повноцінні фондосховища, зали тимчасових виставок, театральну залу на сто п'ятдесят місць для лекцій, концертів і невеликих вистав. Це буде Музейно-театральний центр. Подібний вже функціонує при Московському музеї Олександра Пушкіна, критий атріум якого арендує кінопрограма «Культурна революція».

## Філії театрального музею Бахрушина

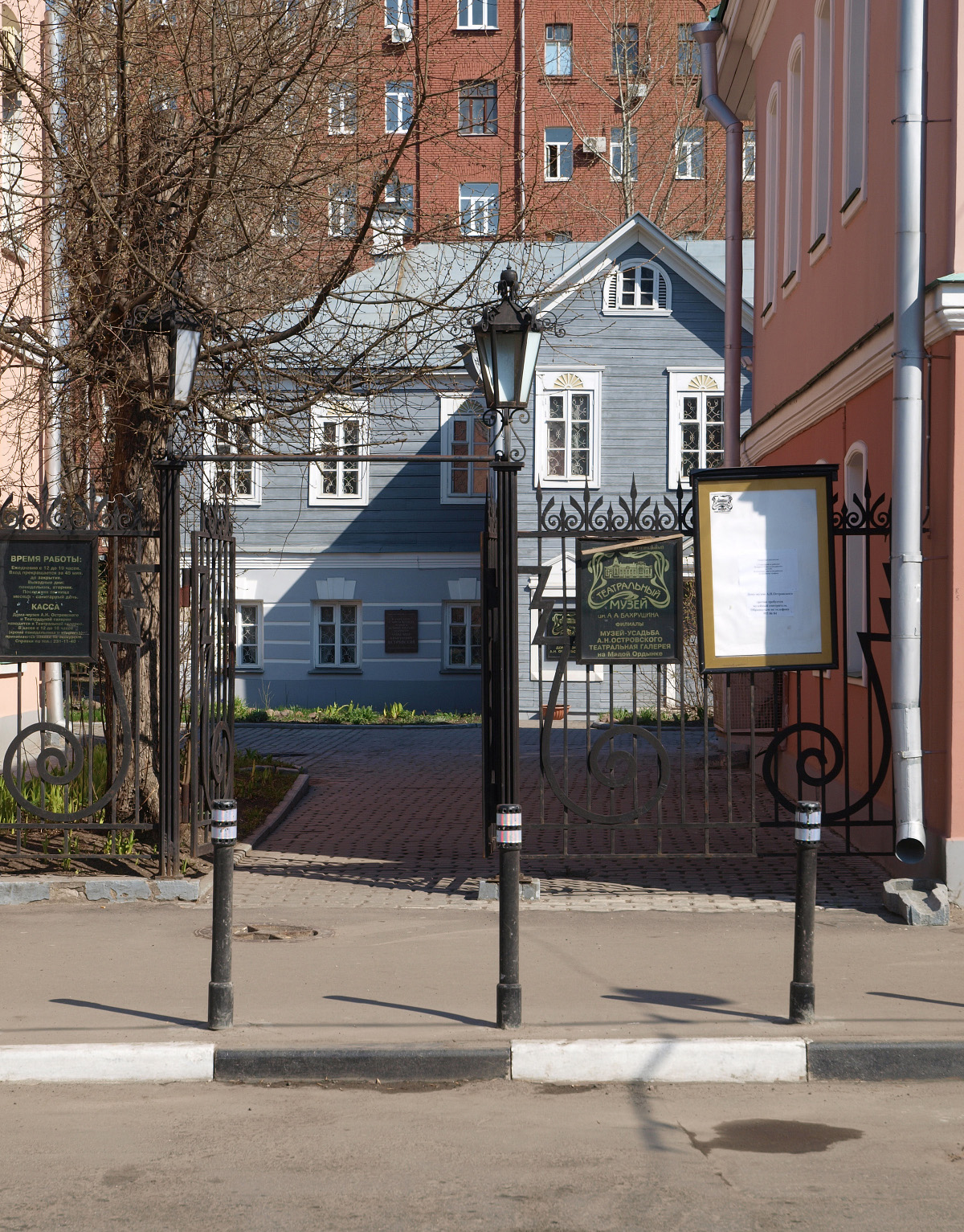
Будинок-музей драматурга  О. Островського, Мала Ординка, 9
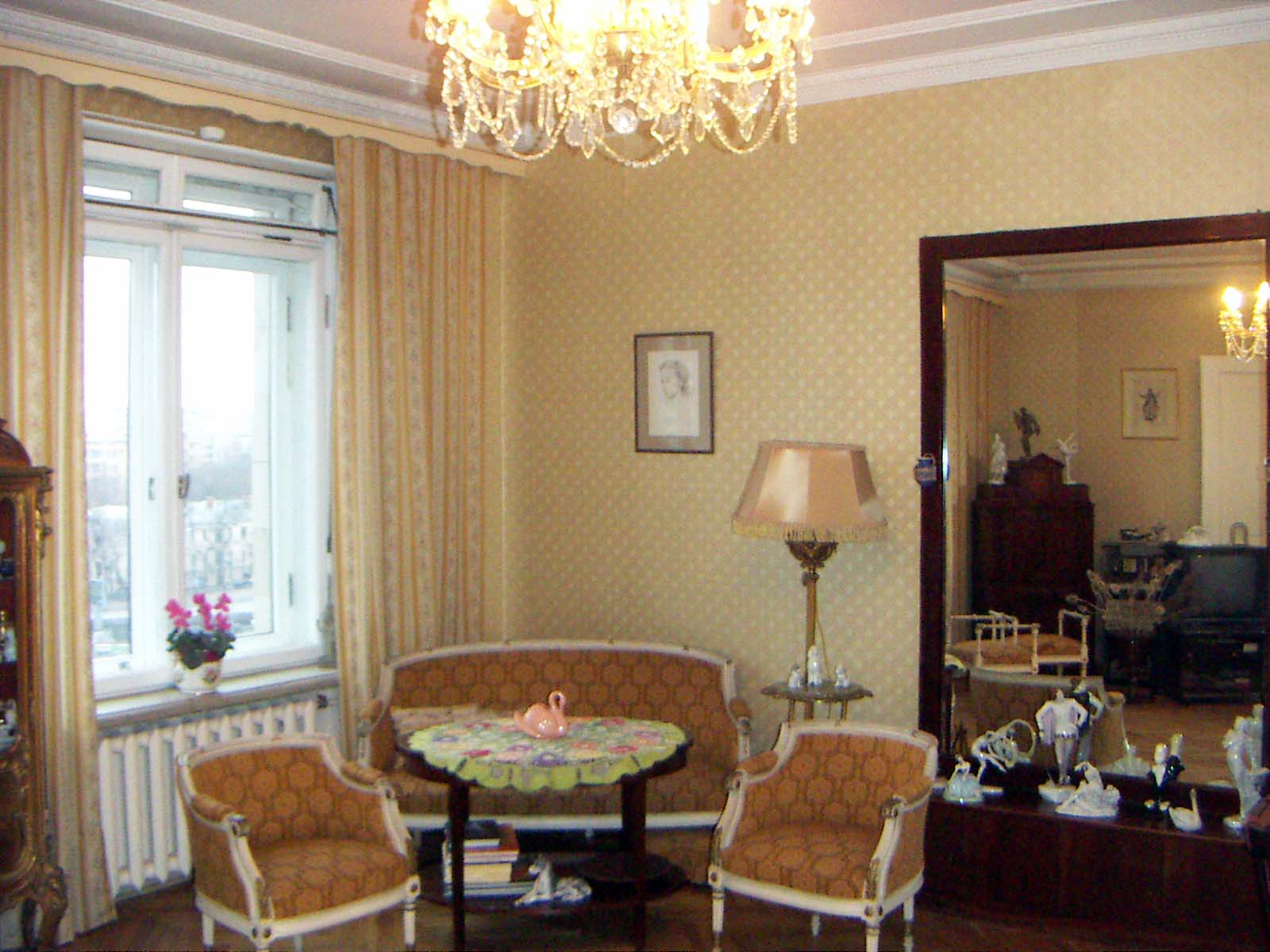
Музей-квартира балерини Галини Уланової
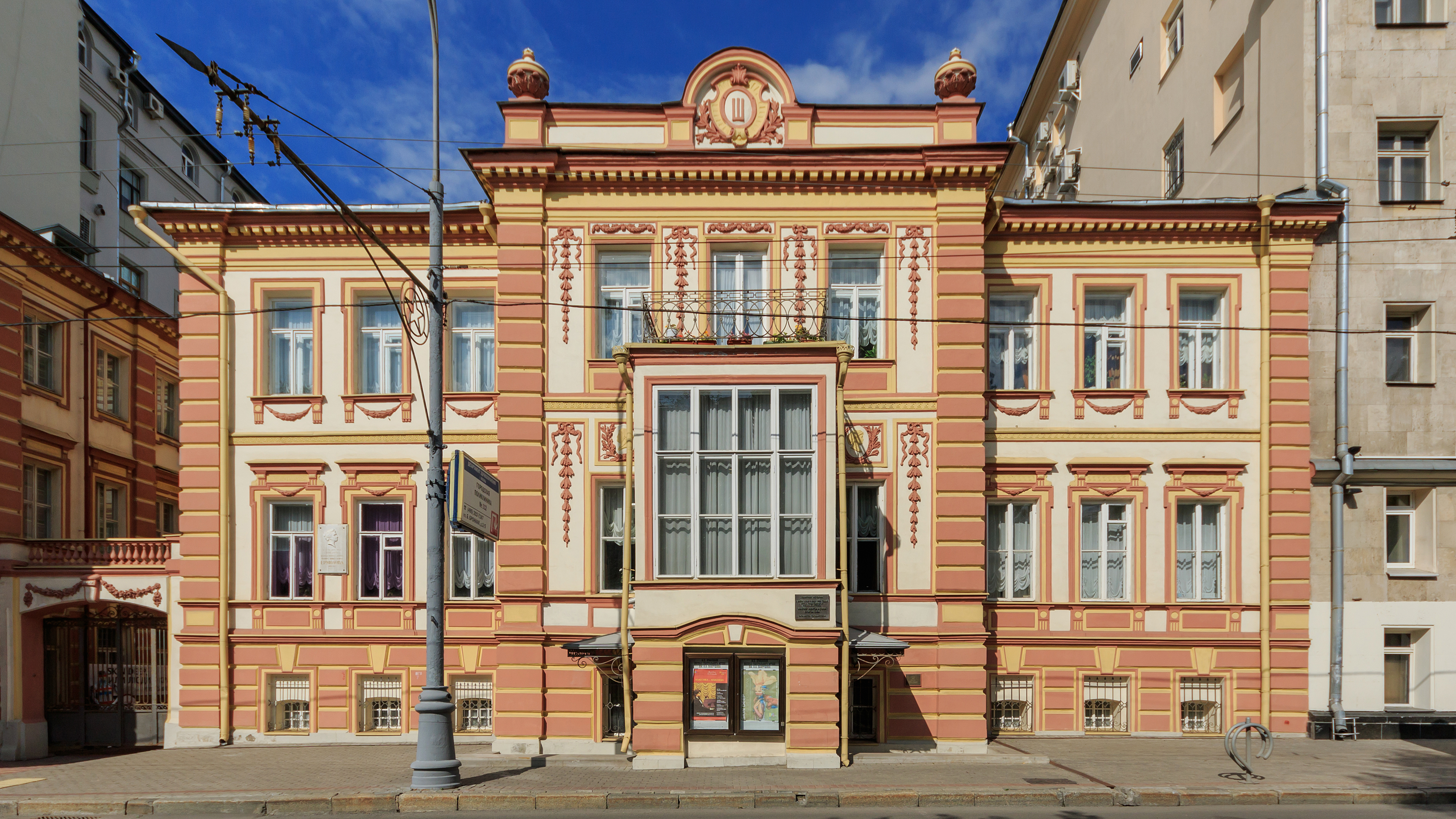
Будинок-музей М. Ермоловой